# (4322) Billjackson
(4322) Billjackson (1981 EE37) – planetoida z grupy pasa głównego asteroid okrążająca Słońce w ciągu 3,44 lat w średniej odległości 2,28 j.a. Odkryta 11 marca 1981 roku.